# Humedal Estuario Los Molles
El humedal Estuario Los Molles es el curso de agua y el entorno húmedo de la desembocadora del estero Los Coiles (también denominado quebrada Los Coiles) en la playa de Los Molles (Región de Valparaíso, comuna de La Ligua). Tiene sus nacientes en el bosque relicto de olivillo que se encuentra en la cima del Cerro Santa Inés y presenta un comportamiento estuarino. En 2021, el humedal fue reconocido como humedal urbano por el Ministerio del Medio Ambiente de acuerdo con la Ley N° 21.202.

## Caracterización del ecosistema

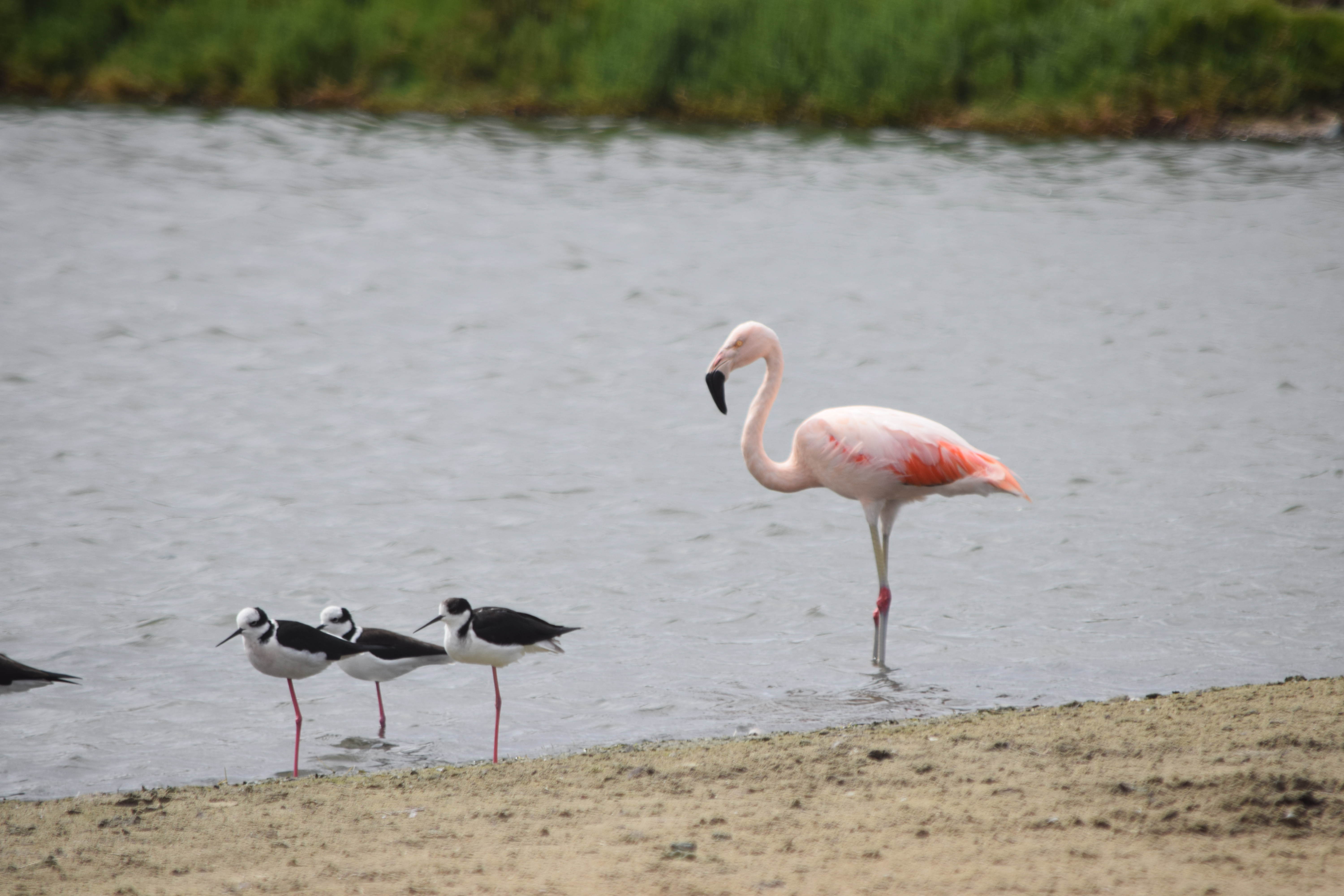
Flamenco chileno avistado en otoño de 2019 en el humedal Estuario Los Molles

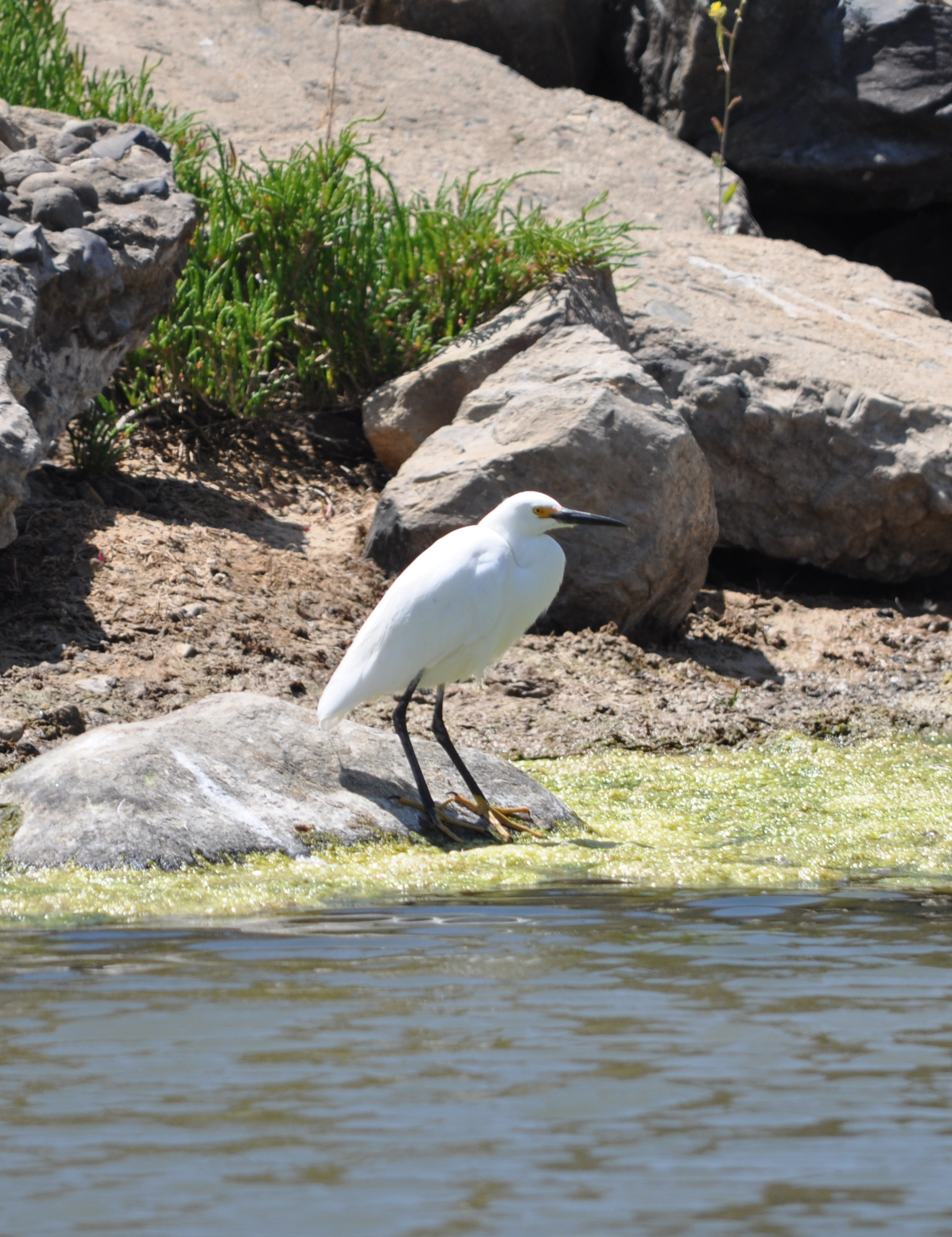
Garza pequeña, imagen de 2014 en el humedal

Este humedal presta servicios ecosistémicos vitales para la zona. Por su ubicación geográfica en un área carente de cursos de agua significativos el humedal es esencial como sitio de nidificación de varias especies, así como lugar de paso y estación vital de remanso para muchas aves migratorias. Su existencia en este lugar es estratégica, porque entre los ríos Choapa y Aconcagua no hay caudales con nacientes en glaciares o campos nevados de la Cordillera de Los Andes, sino solo estos pequeños ríos y esteros de origen pluvial. Además, los humedales estuarinos, actúan como reguladores de marejadas, protectores ante las amenazas de tsunami y erosión costera. Muchas de las playas chilenas han estado perdiendo superficie y Los Molles lo hace a razón de 50 centímetros anuales.
En las 16,4 hectáreas del humedal hay una interacción dinámica entre sistemas naturales de agua dulce, marinos y terrestres, lo que da espacio a una flora y fauna características.

### Flora
El estudio de línea de base realizado en 2011 determinó la existencia de dos formaciones vegetacionales:
1. Vegetación azonal palustre, en los bordes del espejo de agua del humedal, de baja altura y extensa cobertura con predominancia de las siguientes especies herbáceas perennes:
- Sarcocornia fruticosa (sosa)
- Paspalum vaginatum (chepica)
- Distichlis spicata (grama salada)
- Frankenia salina
- Triglochin striata
- Schoenoplectus pungens (juncácea).

2. Matorral degradado ubicado en las riberas intervenidas del estuario . Aquí dominan especies exóticas y algunas catalogadas como invasoras, destacan:
- Myoporum laetum (mioporo)
- Hirschfeldia incana (moztacilla).

El mismo estudio detectó una importante área (10%) de suelo desnudo a pocos metros de distancia del espejo de agua, situación que se evaluó como signo degradación avanzada de las riberas.

### Fauna
De las especies presentes en el humedal destaca pricipalmente la avifauna: cisnes de cuello negro, garza grande, pato jergón grande, pato jergón chico, tagua, como también algunos pequeños mamíferos roedores coipo y ratón oliváceo.
En el levantamiento de línea de base realizado en otoño de 2011 se registraron 51 especies de vertebrados terrestres:  45 aves, cinco mamíferos y un anfibio (esta cifra incluye algunas especies domésticas de las que se dejó registro por representar una amenaza para la fauna del humedal).
En este estudio se registró la presencia de las siguientes aves:
- Podylimbus podiceps (picurio)
- Podiceps major (huala)
- Phalacrocorax brasilianus (yeco)
- Ardea alba (garza grande)
- Nycticorax nycticorax (huairavo)
- Cygnus melancoryphus (cisne de cuello negro)
- Anas georgica (pato jergón grande)
- Anas cyanoptera (pato colorado)
- Anas platalea (pato cuchara)
- Cathartes aura (jote cabeza colorada)
- Coragyps atratus(jote de cabeza negra)
- Elanus leucurus (bailarín)
- Circus cinereus (vari)
- Milvago chimango (tiuque)
- Pardirallus sanguinolentus (pidén)
- Gallinula melanops (tagüita)
- Fulica leucoptera (tagua chica)
- Fulica armillata (tagua común)
- Himantopus melanurus (perrito)
- Vanellus chilensis (queltehue)
- Charadrius collaris (chorlo de collar)
- Haematopus palliatus (pilpilén)
- Larus dominicanus (gaviota dominicana)
- Rhynchops niger (rayador)
- Zenaida auriculata (tórtola)
- Sephanoides sephaniodes (picaflor chico)
- Upucerthia dumetaria (bandurrilla)
- Cinclodes nigrofumosus (churrete costero)
- Cinclodes patagonicus (churrete)
- Lessonia rufa (colegial)
- Xolmis pyrope (diucón)
- Anairetes parulus (cachudito)
- Tachycineta meyeni (golondrina chilena)
- Cistothorus platensis (chercán de las vegas)
- Troglodytes aedon (chercán)
- Turdus falcklandii (zorzal)
- Mimus thenca (tenca)
- Curaeus curaeus (tordo)
- Agelaius thilius (trile)
- Sturnella loyca (loica)
- Sicalis luteola (chirihue)
- Phrygilus gayi (cometocino de Gay)
- Diuca diuca (diuca)
- Zonotrichia capensis (chincol)
- Carduelis barbata (jilguero)

Entre los mamíferos se registran algunos roedores como  Myocastor coypus (coipo), aparte de algunas especies domésticas asilvestradas (gatos y perros). Entre los anfibios destaca Pleurodema thaul (Sapito de cuatro ojos). En el contexto de este levantamiento, no se encontraron reptiles.

## Reconocimiento y conflicto ambiental

### Reconocimiento como humedal urbano
Con el apoyo de grupos de vecinos de Los Molles, la Municipalidad de La Ligua presentó una solicitud para que se reconociera un polígono de 16,4 hectáreas que a su juicio cumplían con las condiciones que la ley estipula para ser considerado humedal urbano. Con la Resolución Exenta N.º 1160 del 13 de octubre de 2021, el Ministerio del Medio Ambiente reconoció una superficie total de solo 9,2 hectáreas en lugar de las 16,4 solicitadas, dividiendo el humedal en dos polígonos separados. La cartografía asociada a la declaración excluyó las áreas con proyectos inmobiliarios ya construidos o en obras sobre el humedal, así como los sectores rellenados para futuros proyectos de construcción.

### Reclamaciones ante el Tribunal Ambiental
Ante la resolución del Ministerio del Medio Ambiente, se presentaron tres reclamaciones al Tribunal Ambiental. Dos de estas reclamaciones fueron interpuestas por inmobiliarias que veían perjudicados sus proyectos de construcción en el área, una de ellas alegando que la resolución vulneraría los principios de legalidad y proporcionalidad, así como su derecho de propiedad y una reclamación por parte de un grupo de vecinos organizados en un Cabildo Ciudadano con la exigencia de que se reconocieran las 16,4 hectáreas originalmente solicitadas en el expediente ingresado por la Municipalidad. El Tribunal Ambiental dictó sentencia en febrero de 2023, acogiendo íntegramente la reclamación de los vecinos y parcialmente la de la Inmobiliaria Lilén e instando al Ministerio del Medio Ambiente a que haga una nueva delimitación del polígono «haciendo especial hincapié en la conexión hidrológica y sustentabilidad del humedal, elemento considerado en los criterios para la sustentabilidad previstos en el artículo 3° en relación con lo exigido por el artículo 8° ambos del Reglamento de Humedales Urbanos».El tribunal instruyó además la paralización de toda obra de construcción en el área del humedal, incluyendo en esta prohibición la superficie total de 16,4 hectáreas originalmente solicitadas.
Una de las empresas inmobiliarias reclamantes (RD Constructora), presentó en febrero de 2024 una demanda contra el Estado de Chile ante la Corte Interamericana de Derechos Humanos argumentando vulneración de sus derechos debido a que la indefinición del polígono no le permite continuar con la construcción en el área del humedal.

### Contaminación y eutrofización
Según denuncian los vecinos y las organizaciones socioambientales, la contaminación del humedal ha continuado a pesar de la declaración protectora de 2021, debido a que la ley por sí misma no resulta suficiente si el Estado no implementa los mecanismos de gestión, administración y gobernanza del humedal. Es así como, por ejemplo, una empresa sanitaria (Aguas San Isidro S.A.) ha continuado descargando allí los riles de su planta de tratamiento de aguas servidas y también las salmueras de la producción de agua potable, lo que ha provocado la eutrofización del humedal y mortandad de peces. Los episodios críticos, con aguas anóxicas y pérdida de especies han sido reiterados. Las autoridades iniciaron una investigación en febrero de 2023, pero en febrero de 2024 el frágil ecosistema continuaba recibiendo aguas residuales y hubo nuevamente una masiva mortandad. 
En general la estabilidad del ecosistema se encuentra seriamente amenazada por la actividad antrópica, el incremento demográfico, la expansión inmobiliaria y el manejo de sus residuos. La determinación de la toxicidad ha sido tema de estudio académico, por su relevancia no solamente para la estabilidad de la flora y fauna del humedal costero, sino para la calidad del agua potable que se ofrece a la población (puesto que las norias desde donde se extrae el agua cruda para desalinizar y potabilizar están ubicadas a orillas de este humedal).